# Iulian Mitrofanowitsch Rukawischnikow
Iulian Mitrofanowitsch Rukawischnikow (russisch Иулиан Митрофанович Рукавишников; * 29. September 1922 in Moskau; † 14. Dezember 2000 ebenda) war ein sowjetisch-russischer Bildhauer.

## Leben
Rukawischnikow, Sohn des Bildhauers Mitrofan Rukawischnikow, absolvierte die Mjasnikow-Militärluftfahrthochschule der Piloten in Katscha, Rajon Nachimow der Stadt Sewastopol, zusammen mit Wassili Stalin. Rukawischnikow studierte dann am Moskauer Surikow-Kunstinstitut (Nachfolger der Moskauer Hochschule für Malerei, Bildhauerei und Architektur) in der Bildhauerei-Abteilung bei Alexander Matwejew, Nikolai Tomski und Dmitri Schwarz mit Abschluss 1952.

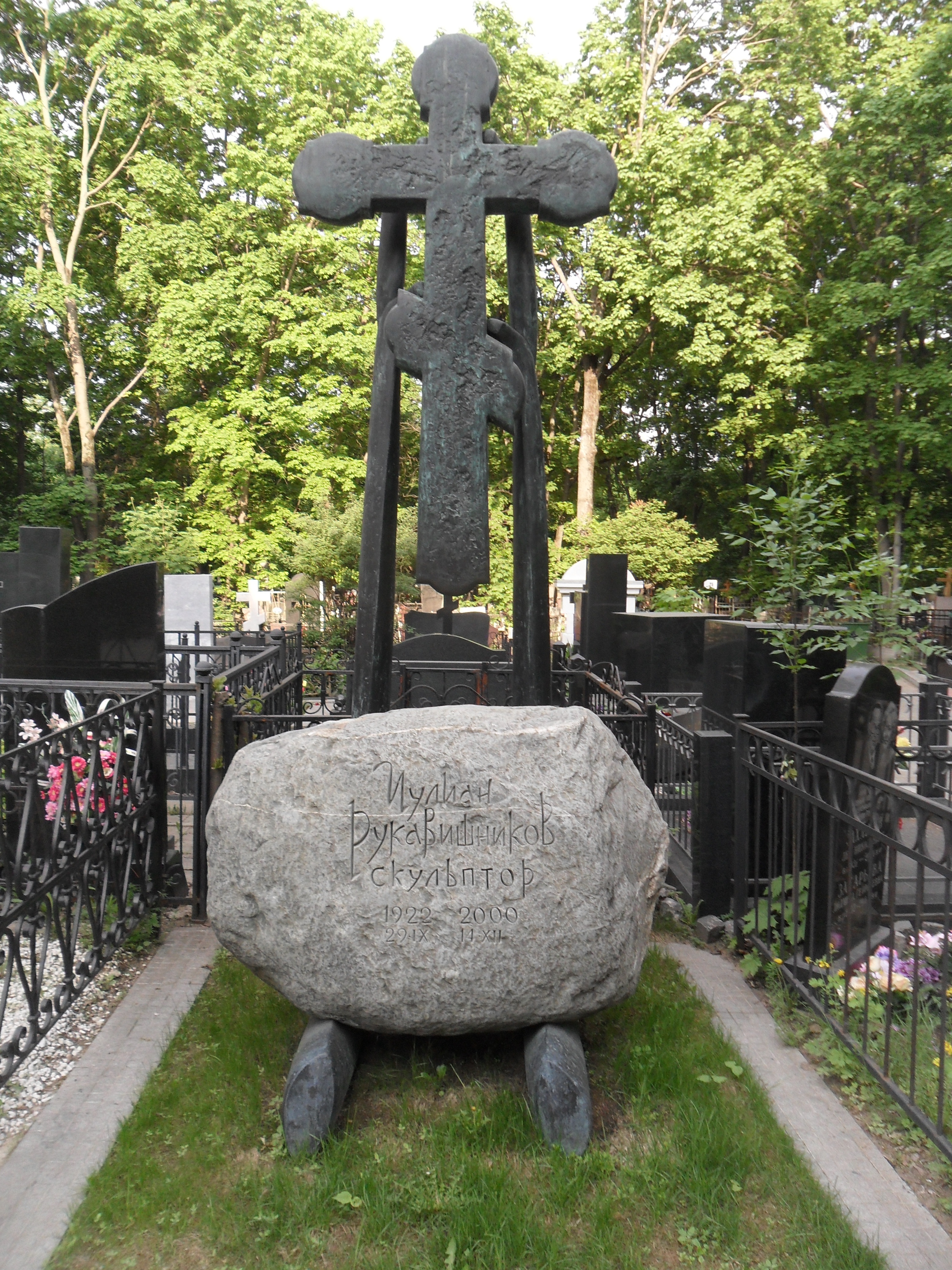
Rukawischnikows Grab auf dem Wagankowoer Friedhof

Noch als Student erhielt Rukawischnikow durch Wassili Stalin den Auftrag für das Grabdenkmal für Ketewan Geladse im Tifliser Pantheon am Berg Mtazminda.
Rukawischnikow führte mit seiner Frau Angelina Nikolajewna Filippowa und dem Architekten N. N. Milowidow das Projekt zur Errichtung des Denkmals der Befreier der Stadt Rostow am Don  in Rostow am Don durch, das 1983 am 40. Jahrestag der Befreiung Rostows am Don im Deutsch-Sowjetischen Krieg eingeweiht wurde. Die 72-m-hohe Doppelstele wird von einem 100-t-schweren Schiffsbug gekrönt. Auf der Don-Seite ist dort die Siegesgöttin Nike zu sehen, die in sowjetischer Zeit als Mutter-Heimat galt, während auf der Theaterplatz-Seite ein Abbild des Ordens des Vaterländischen Krieges I. Klasse angebracht ist.
Rukawischnikow gründete 1988 zusammen mit seinem Sohn Alexander und anderen die Moskauer Künstlervereinigung und Galerie M'ARS als Kunstzentrum für die Veranstaltung von Ausstellungen.
Rukawischnikow wurde 1997 zum Vollmitglied der Russischen Akademie der Künste gewählt, nachdem er 1978 zum Korrespondierenden Mitglieder der Akademie der Künste der UdSSR gewählt worden war. Seit 1970 war er Mitglied der KPdSU. Werke Rukawischnikows befinden sich in der Tretjakow-Galerie.
Rukawischnikows Enkel Filipp wurde ebenfalls Bildhauer.

## Ehrungen, Preise
- Silbermedaille des Allunionswettbewerbs der Weltfestspiele der Jugend und Studenten 1957 in Moskau[1]
- Verdienter Künstler der RSFSR (1970)
- Preis des Komsomol (1975)[1]
- Volkskünstler der RSFSR (1978)
- Orden des Roten Banners der Arbeit (1982)[1]
- Volkskünstler der UdSSR (1988)[1]
- Orden der Völkerfreundschaft (1993)[10]
- Orden der Ehre (1997)[11]
- Staatspreis der Russischen Föderation (1999)

## Werke (Auswahl)

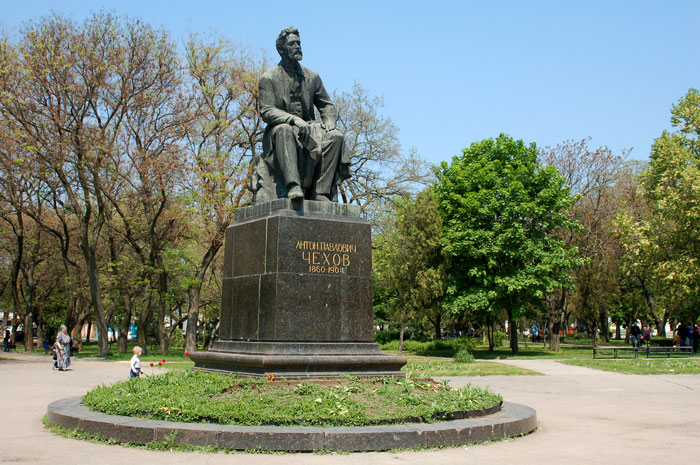
Tschechow-Denkmal (1960), Taganrog
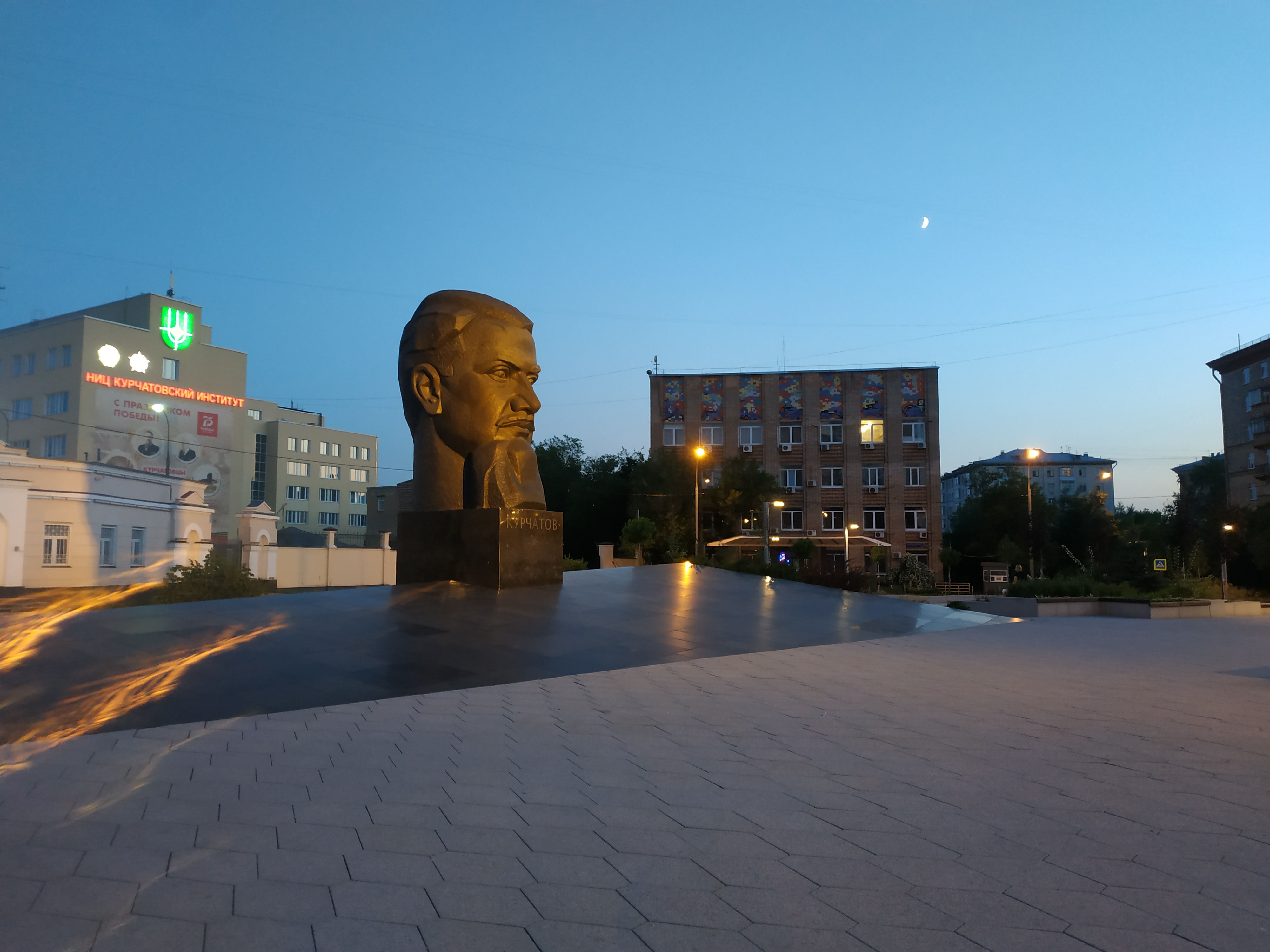
Kurtschatow-Denkmal (1971) am Kurtschatow-Institut, Kurtschatow-Platz, Moskau
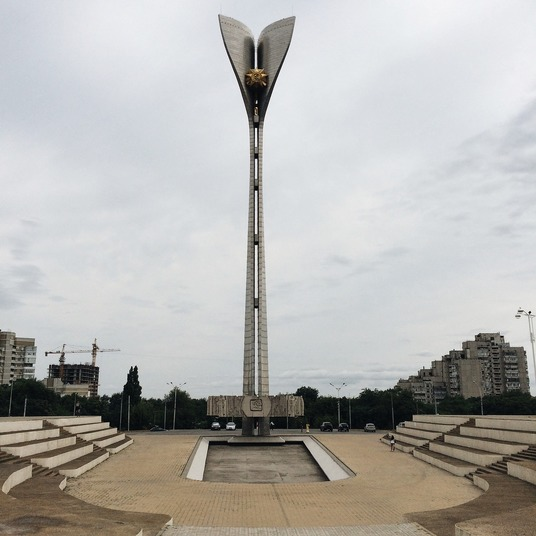
Denkmal der Befreier (1983), Rostow am Don
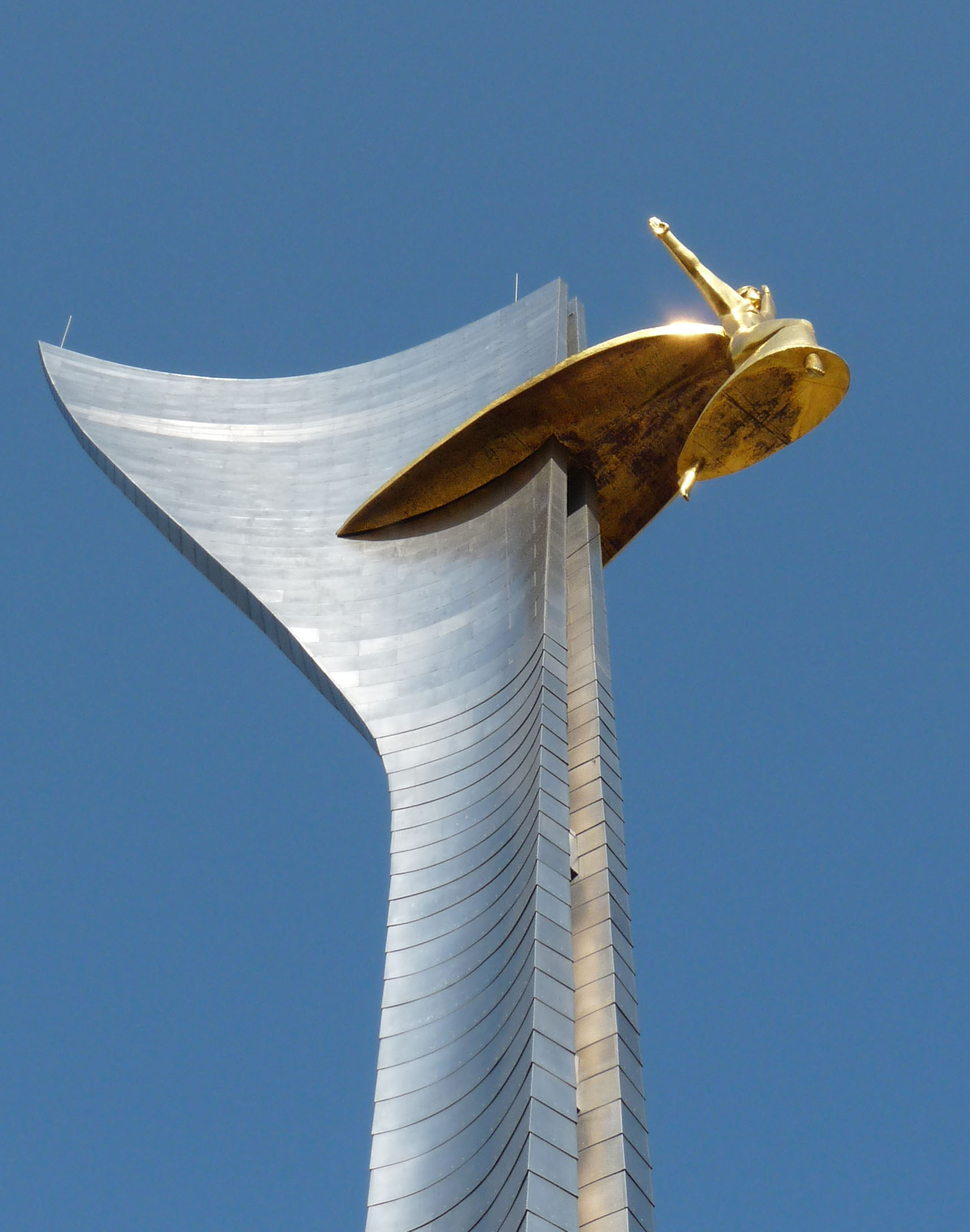
Denkmal der Befreier, Rostow am Don
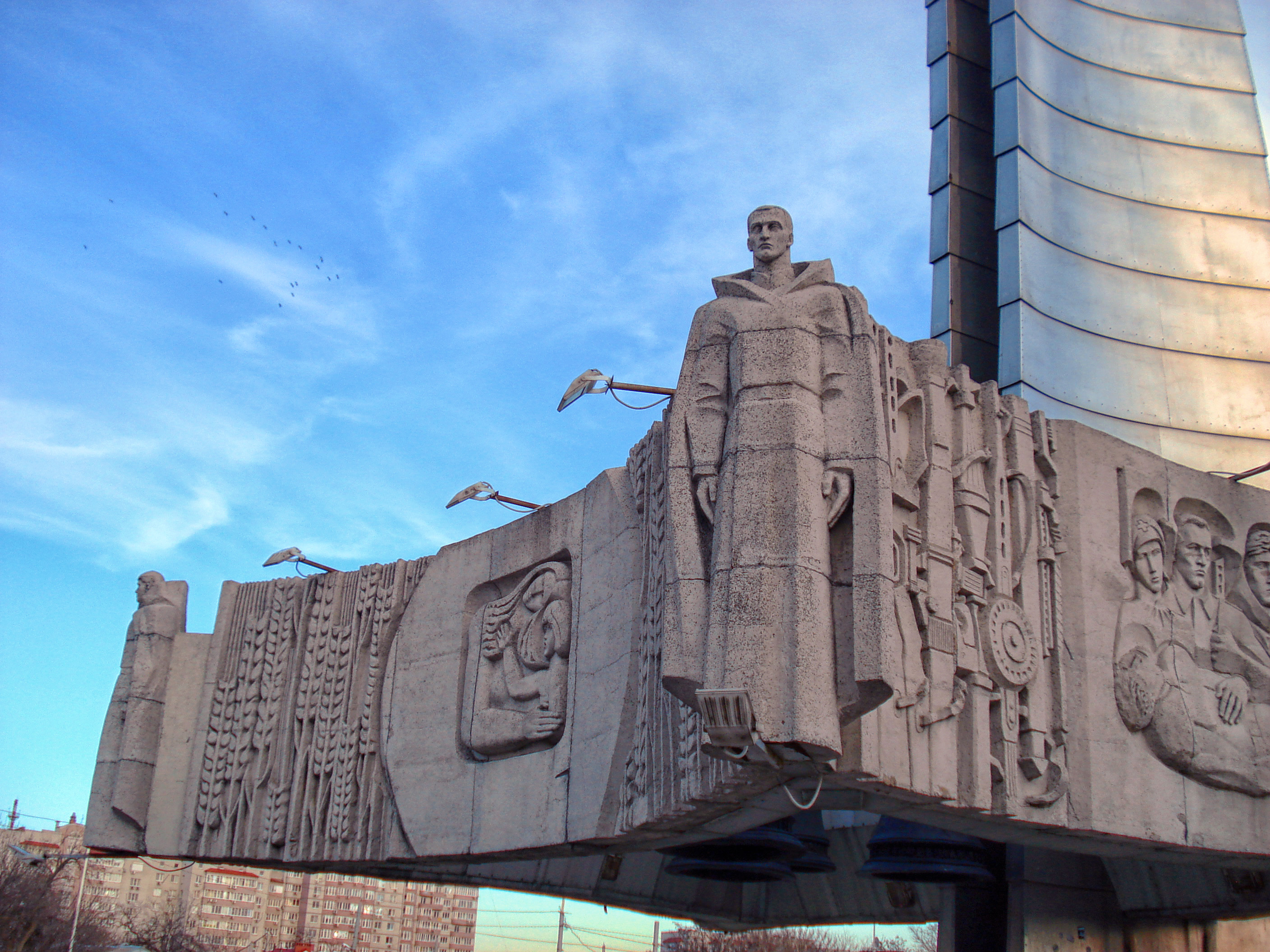
Denkmal der Befreier, Rostow am Don
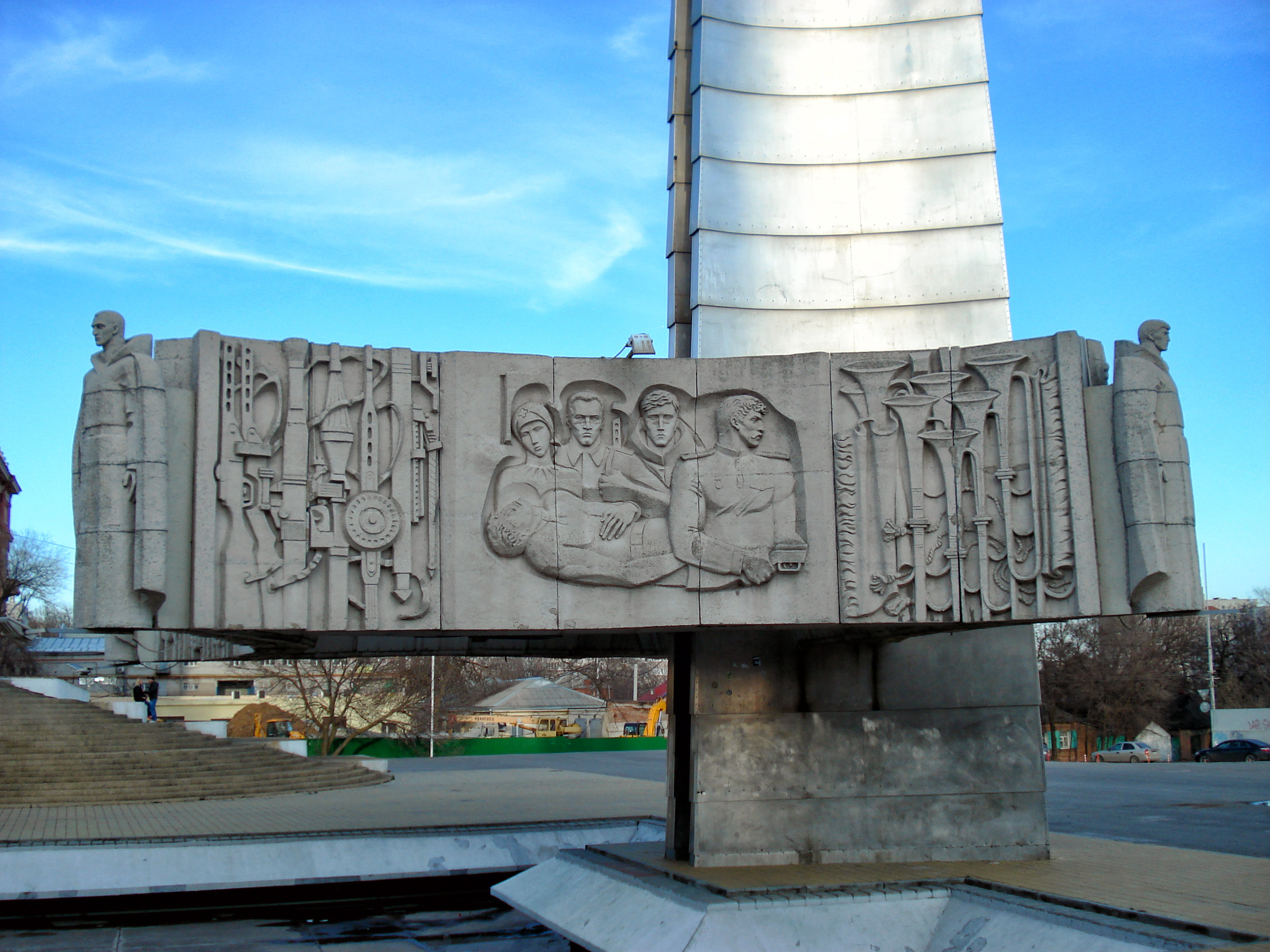
Denkmal der Befreier, Rostow am Don